# Tunica (Mississippi)
Tunica è una città (town) degli Stati Uniti d'America, capoluogo della omonima contea, nello Stato del Mississippi.